# Kornel-ordenen
Kornel-ordenen (Cornales) indeholder forskellige iridoider, ellaginsyrer og flavoner. De har et overfladisk korklag og modsatte eller kransstillede blade. "Bærrene" er i virkeligheden stenfrugter. Den omfatter følgende familier:
| Familier |

- Curtisiaceae
- Grubbiaceae
- Hortensia-familien (Hydrangeaceae)
- Hydrostachyaceae
- Kornel-familien (Cornaceae)
- Loasaceae
- Tupelo-familien (Nyssaceae)

Bemærk, at Nyssaceae nu (2009) og iflg. APG IV-systemet er optaget i Kornel-familien.

## Eksterne link
- Angiosperms Phylogeny Group